# Sainey Nyassi
Sainey Nyassi (ur. 31 stycznia 1989 w Bwiam) – gambijski piłkarz występujący na pozycji pomocnika. Zawodnik klubu FC Edmonton. Brat bliźniak Sanny Nyassi'ego, także piłkarza.

## Kariera klubowa
Nyassi seniorską karierę rozpoczynał w 2006 roku w klubie Gambia Ports Authority. W tym samym roku zdobył z nim mistrzostwo Gambii. W 2007 roku trafił do amerykańskiego New England Revolution. W MLS zadebiutował 9 września 2007 roku w przegranym 2:4 pojedynku z DC United. W tym samym roku wywalczył z zespołem wicemistrzostwo MLS. 30 marca 2008 roku w wygranym 3:0 spotkaniu z Houston Dynamo strzelił pierwszego gola w MLS. W 2013 roku przeszedł do D.C. United. W 2014 grał w Rovaniemen Palloseura, a w 2015 trafił do FC Edmonton.

## Kariera reprezentacyjna
Nyassi jest byłym członkiem kadry Gambii U-17 oraz U-20. Był uczestnikiem Mistrzostw Świata U-17 w 2005 roku oraz Mistrzostw Świata U-20 w 2007 roku. W pierwszej reprezentacji Gambii zadebiutował 4 września 2010 roku w wygranym 3:1 meczu eliminacji Pucharu Narodów Afryki 2012 z Namibią.